# Suprovat Chakravarty
Suprovat Chakravarty (* 28. November 1931; † 24. Dezember 2015 in Kalkutta) war ein indischer Radrennfahrer und nationaler Meister im Radsport.

## Sportliche Laufbahn
Chakravarty nahm an den Olympischen Sommerspielen 1952 in Helsinki teil. Bei den Spielen schied er im olympischen Straßenrennen beim Sieg von André Noyelle aus. Das indische Team kam nicht in die Mannschaftswertung. Er startete auch im 1000-Meter-Zeitfahren und belegte beim Sieg von Russell Mockridge den 27. Platz. Er war damit Letzter in diesem Wettbewerb geworden. Im vierten Wettbewerb, den er bestritt, in der Mannschaftsverfolgung wurde er mit dem indischen Vierer auf dem 22. Rang klassiert.
Chakravarty gewann fünf nationale Titel im Radsport. 1953 gewann er den Titel im Sprint. An der Internationalen Friedensfahrt nahm er 1954 teil und beendete das Rennen auf dem 77. Platz.